# Fotográfia (film)
A Fotográfia 1973-ban bemutatott fekete–fehér magyar filmdráma. Zolnay Pál alkotása improvizatív módszerrel, vagyis hagyományos forgatókönyv nélkül készült, ami ritkaságnak számított a korabeli hazai játékfilmgyártásban. A forgatás kezdete és a bemutató között több mint egy év telt el. A produkció a forgatási fázisban A retusőr munkacímet viselte. A filmben elhangzó megzenésített versek szerzői: Nagy László, Szécsi Margit és Weöres Sándor. 
A bemutató évében megkapta a magyar filmkritikusok díját, az 1973-as moszkvai filmfesztiválon pedig a zsűri különdíját. 1973 januárjában a budapesti Toldi filmszínház kizárólag művészfilmekre specializálódott stúdiómozivá alakult át, első – premier előtti – bemutatója a Fotográfia volt. 
2012-ben bekerült a Magyar Művészeti Akadémia tagjai által kiválasztott legjobb 53 magyar alkotás közé.

## A cselekmény
|  | Alább a cselekmény részletei következnek! |

Munkában a fotós (Zala Márk)

1971 szilveszterének estéjén, a Blaha Lujza téri aluljáró forgatagában indul a történet. Egy fotós néhány embert szólít meg a tömegből. Mindenkit lefotóz, utána elkéri a lakcímeket azzal az ajánlattal, hogy házhoz viszi majd a kész képeket, és ha azok tetszenek, csak akkor kéne kifizetni a munkát. Talán épp innen veszi az ötletet vagy csak a végső lökést egy közös szándék végrehajtásához három fiatalember, akik ugyanezzel a céllal utaznak vidékre. Azt ajánlják a falusiaknak, hogy lefotózzák őket, vagy éppen felújítják a régi képeket, ahogyan a megrendelő kéri. A retusőr környékezi meg az embereket, tárgyal velük, a fotós készíti a képeket, a gitáros fiatalember éneke pedig nemcsak hangulatot teremt, hanem mintegy aláfesti vagy éppen előrevetíti a feltáruló emberi sorsokat. A régi képek nézegetése vagy éppen az új fotók készítése ürügyén az emberek felidézik a múlt emlékeit. Többen vannak, akiknek nem tetszenek az új képek, mert nem olyanok, amilyeneket ki lehetne tenni a falra. A kamera megmutatja, miféle fotók láthatók a szobák falain: megannyi agyonretusált, idealizált kép, mesterkélt beállításokkal, nem valódi gesztusokkal. A retusőr kezelésbe veszi a fotós által készített realisztikus képeket, eltünteti az azokon látható személyek ráncait, az arc különböző hibáit, s az idealizált fotókat máris sokkal kedvezőbben fogadják a megrendelők. Az egyik idős házaspár elmeséli, hogy fiukat a bíróság tiltotta el tőlük, mert a fiatalember megverte az apját. Azóta gyermekük a cigányokkal él. A fotósok hozzá is elmennek, a férfi pedig azt mondja, hogy apja rászolgált a verésre, parancsolni akart neki. Egy másik idős házaspár visszaemlékezéseiből egy megdöbbentő tragédia bontakozik ki. Az öregasszony előbb elmeséli saját kései férjhez menésének történetét, majd elmondja, hogy azóta megsüketült férjének előző felesége, egy nagyon szép asszony évtizedekkel korábban borotvával megölte 17 és 13 éves lányát, majd öngyilkosságot kísérelt meg. Előkerülnek a ravatalnál készített fotók is. A gyilkos asszonynak állítólag nemcsak férje, hanem szeretője is volt. Még most is szép asszony, ő is ott él a faluban. Az öregasszony beleegyezik abba, hogy fotó készüljön róla és a férjéről, de előre bejelenti, hogy el fogja égetni a képeket, hiszen nincs kire hagyniuk, és ő egyébként is öreg és csúnya. A fotósok megjavítják a néni férjének hallókészülékét, ám az idős bácsi nem akar beszélni tragikus módon elveszített gyermekeiről. A fotós szeretne elmenni a gyilkos asszonyhoz is, de a retusőr nem tart vele. Távolról mégis követi. Az asszony eleinte nem akar beszélni a tragédiáról, de aztán mégis hajlandó a visszaemlékezésre. Szavai egészen más megvilágításba helyezik a valaha történteket.

## Háttér-információk

### Az alapötlet és a rövidfilm

Akik elmondják a megdöbbentő tragédiát

Zolnay Pál az 1970-es évek elején dokumentumfilmet készített a televízió számára az akkori árvíz pusztításairól. A riporteri teendőket Vértessy Sándor látta el. A stáb egy olyan házban is forgatott, melynek csak az alapjai maradtak meg, és a konyha fala. Egy gyerek mutogatta a romok között, hogy mi hol volt az árvíz előtt. A tevékenységbe bekapcsolódott a kisfiú édesanyja is, aki egy bekeretezett színes képet mutatott, mely őt és a férjét ábrázolta eszményített, retusált kivitelezésben. Zolnay szerint a fotó a legolcsóbb falusi giccsekre emlékeztetett. Beszélgetés közben az asszony elmondta, hogy nem sokkal az árvíz előtt egy fotós járt a faluban. Szinte minden háznál rendeltek tőle 3-4 képet, 500–600 Ft-os árban. Egy kisebb faluban a fotós körülbelül 30 ezer Ft-ot kapott a munkájáért, ami abban az időben igen szép pénz volt. Zolnayt foglalkoztatni kezdte a téma, hogy tulajdonképpen milyen képeket is várnak ezek a megrendelők, és a fotós hogyan teljesíti ezeket az igényeket. Úgy döntött, hogy filmet forgat minderről. Egy valódi fotóssal járta a vidéket, és egy negyedórás filmet készített a Dokumentum Stúdió számára, melyet Fotográfia címmel mutattak be. Úgy érezte azonban, hogy a témában benne rejlik egy játékfilm lehetősége is, amely a forgatási fázisban A retusőr munkacímet kapta. A rövidfilmben a hangsúly a vándorfotósi tevékenységnek már-már a szélhámossággal határos, az emberi hiszékenységet kihasználó vetületére esett. Zolnay viszont úgy gondolta, maguk a „rászedettek” is megérdemlik, hogy a kamera fókuszába kerüljenek, nemcsak mint szerencsétlen balekok, hanem mint olyan személyek, akiknek megvannak a maguk emberi drámái és sorstragédiái. A Fotográfia nagyfilm részben azt kívánta feltárni, hogy milyen életút áll azok mögött, akik a valóságot tükröző képmásuk helyett inkább egy megszépített, retusált fotón akarták viszontlátni magukat.

### Így készült a film

A retusőr üzletkötő (Iglódi István)

A Fotográfia a magyar filmgyártásban szokatlan módszerrel készült, mivel nem volt hagyományos értelemben vett forgatókönyve, a Filmgyár tulajdonképpen magának az ötletnek adott zöld utat és a szokásosnál valamivel több nyersanyagot. A kicsiny stáb nem tudta, sőt természetesen nem is akarta eltitkolni az amatőr szereplők elől, hogy filmet forgatnak, bár Iglódi István és Zala Márk valóban mint fotósok kopogtattak a vidéki házak ajtaján. Zolnay több interjúban elmondta, hogy alig volt példa az elutasításra, az emberek szinte vágytak arra, hogy legbensőbb titkaikat nyíltan és őszintén elmondják a kamerák előtt. Eredeti elképzelése az volt, hogy a fotós és a retusőr konfliktusa alkotja a film gerincét. A filmbeli fotós ugyanis olyannak szeretné megörökíteni az embereket, amilyenek azok a valóságban, a retusőr viszont olyan képeket akar, amelyek a megrendelő igényeit, a megszépített valóságot mutatják. Tulajdonképpen minél lelkiismeretesebben dolgozik a fotós, annál több munkát ad a retusőrnek, hiszen egyikőjük mint művész a valóság megragadására törekszik a képeivel, míg a másik mint „üzletember” a megrendelőt nézi, aki csak akkor fizet, ha azt látja a fotókon, amit szeretne. Zolnay stábja mintegy 30 emberi sorsot ismert meg a házról házra járás során. Ezekből mintegy féltucatnyit választottak ki, melyeket részletesebben is feldolgoztak. A szituáció lehetőséget adott arra, hogy ugyanarra a helyre többször is elmenjenek, hiszen a riportalanyokat valóban lefotózták, és elvitték számukra a kész képeket. Ahogy az várható volt, az emberek tényleg elutasították a realisztikus felvételeket, s inkább a „kozmetikázott”, kiretusált fotókat választották. (A stábbal két valódi retusőr is dolgozott, valójában ők készítették a riportalanyoknak átadott fotókat.) A felvett dokumentumanyag annyira erőteljesre sikerült, hogy Zolnaynak változtatnia kellett eredeti elképzelésein, hiszen a riportalanyok őszinte szavai és gesztusai mellett mesterkéltnek hatott volna a fotós és a retusőr kitalált konfliktusa, melyet a rendező szavak helyett inkább a cselekedeteikkel és a magatartásukkal próbált érzékeltetni.

### „A magyarNagyítás”
A premiert követően többen is összevetették Zolnay filmjét Michelangelo Antonioni Nagyítás (1966) című világhírű alkotásával, noha a két rendező szándékai, módszerei és mondanivalója merőben eltérnek egymástól. Az összehasonlításnak vannak azért hasznos tanulságai is, bár természetesen értelmetlen dolog lenne egyik filmet a másik fölé emelni. Antonioni főhőse, Thomas (David Hemmings) felkapott divatfotós, aki egy mesterkélt világból, egy álvalóságból próbál szabadulni, és jól fizetett iparosból igazi művésszé válni. Ennek egyik lehetősége az enyelgő párról a parkban készített fotósorozat, melynek előhívása során Thomas egy bűntény nyomaira bukkan. Ám hiába akar a dolog végére járni, a szálak egyre kuszábbá válnak: a fotós nem tudja átlépni önnön korlátait. Zolnay filmjének terminológiáját alkalmazva azt is mondhatjuk, hogy Thomas egy személyben testesíti meg a Retusőrt és a Fotóst, és tulajdonképpen azért vall kudarcot, mert személyisége visszafordíthatatlanul a retusőri attitűd felé tolódott el. Számára nem a fototechnika szab korlátokat a valóság feltárásának – még akkor sem, ha a nagyítás eredménye egy bizonyos határon túl csupán kusza pontok halmaza –, hanem önnön személyisége, hiszen csak percekig és felületesen érdeklődik a dolgok iránt. Az általa képviselt „celeb” életforma oly mértékben eltávolította a hétköznapi élet realitásaitól, hogy képtelenné vált a komplex valóság értelmezésére, nincsenek meg az ehhez a szükséges mély emberi kapcsolatai, illetve már ezek kiindulópontja, az emberek iránti valódi és őszinte érdeklődés is hiányzik belőle.
A Fotográfia ezen a ponton egyértelműen a Nagyítás ellentéte. A Zala Márk játszotta fotósban nem csupán az igény van meg a valóság realisztikus megörökítésére és értelmezésére, hanem az emberek iránti őszinte érdeklődés, érzékenység és megértés is. Az Iglódi István által alakított retusőr nem akar elmenni a gyerekgyilkos asszonyhoz, a fotós viszont megteszi, és megkapja a keresett választ, megismeri a tragédia másik oldalát, ahogyan az asszony, az egykori elkövető mondja el. A fotós ebben a jelenetben már nem készít képeket, a valóság immár nem egy kimerevített fotó formájában, hanem a maga bonyolultságában érdekli. Ennek a fotósnak más az emberi attitűdje, mint londoni kollégájáé, ezért ő célba ér, megkapja a választ, a képek mögötti titok megfejtését. Amíg Antonioni a művész és a valóság elkülönülését örökítette meg, és a valóság megragadhatatlanságát sugallja, addig Zolnay éppen hogy azt bizonyítja, hogy a valóság megörökíthető és feltárható, ha maga az ember alkalmas erre a feladatra.

## Kritikai fogadtatás

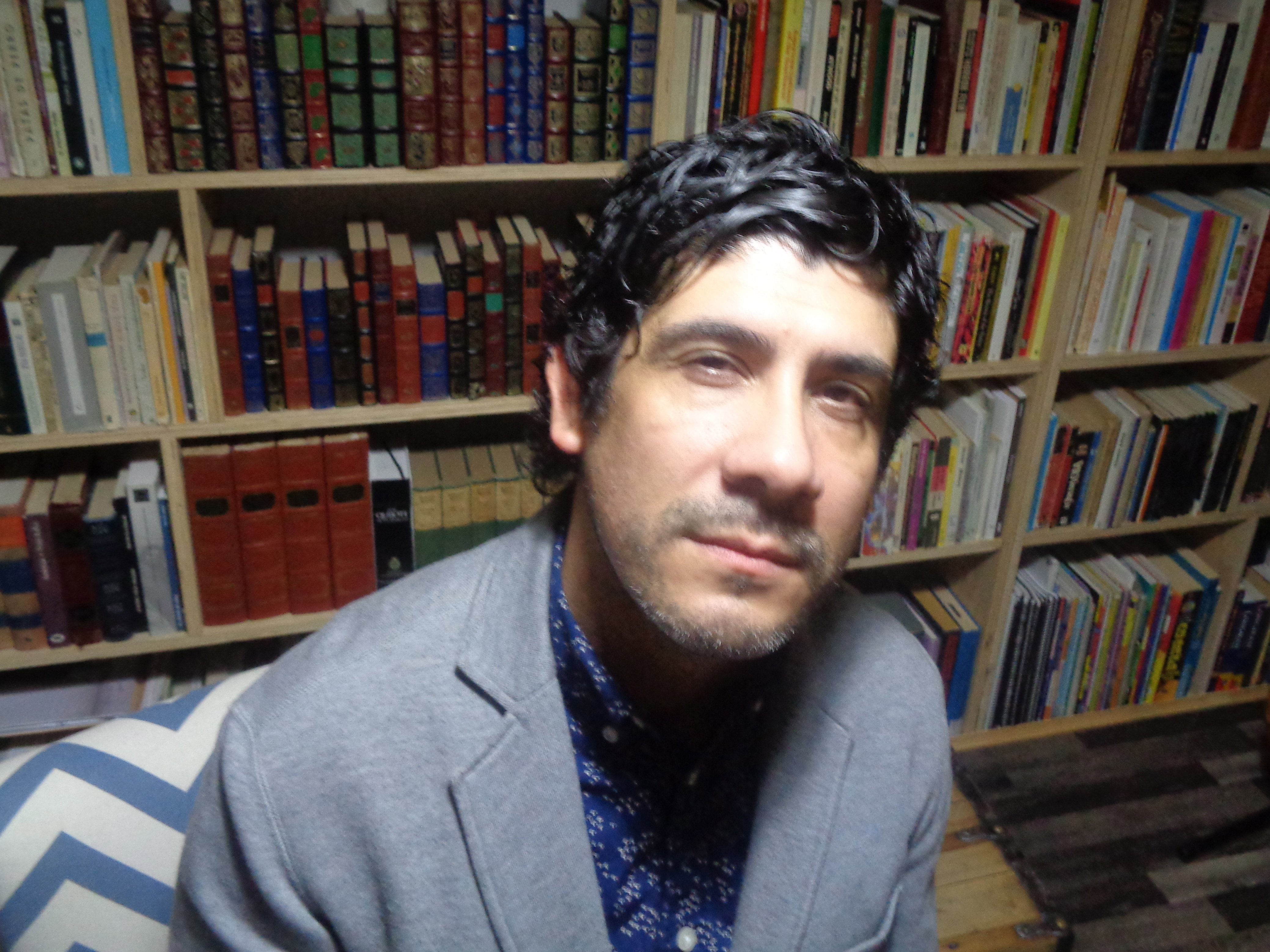
A regős (Sebő Ferenc)

„Iglódi István és Zala Márk szinte képtelenül súlyos feladatot kapott. Egyszerre kellett színészi, »riporteri« és – mondhatni – lélekbúvári munkát végezniök a kamera előtt, s jórészt előre elpróbálhatatlan jelenetekben. A saját egyéniségüket, indulataikat, kíváncsiságukat, érzékenységüket – »civil« lényüket – magyar filmben eddig alig próbált módon, mértékben vette igénybe Zolnay. Sebő Ferencnek mint regősnek a felvevőgép előtti munkája kevésbé volt nehéz. Ő mint a film zeneszerzője vált a többiekkel egyenrangú társalkotóvá; az a népdallal és a beattel egyaránt rokon, új popzene, amit csinál és előad, úgy tűnik, nemhogy jó, hanem az egyetlen lehetséges zene ehhez a filmhez. Az operatőr Ragályi Elemér e fehéret és feketét annyira nem kívánó műben igazán kiélhette olthatatlan rajongását a sejtelmes – ködök, fátylak, ablaküvegek, párák szűrte fénnyel rajzolt –, lágy képek iránt. Nem kisebbíti az ő érdemeiket, ha egyenrangú társalkotónak véljük mind a többieket is: a névteleneket, akik még a fent megnevezetteknél is többet adtak. Saját csupasz életük tanúságát, végül retusálatlan maradt arcukkal, szavaikkal hitelesítve.”

(Lázár István: Az eltérített film – Fotográfia. In: Filmkultúra 65/73. Budapest, 1991, Századvég Kiadó, 130. oldal)

## Főszereplők
- Iglódi István (a retusőr)
- Zala Márk (a fotós)
- Sebő Ferenc (a regős)

## Külső hivatkozások
- A Fotográfia az Internet Movie Database oldalain